# 1075 هـ
1075 هـ هي سنة في التقويم الهجري امتدت مقابلةً في التقويم الميلادي بين سنتي 1664 و1665.

## مواليد
- ابن زاكور
- سليمان الماحوزي

## وفيات
- إبراهيم الحاقلاني
- محمد بن الشريف